# Arrien-en-Bethmale
Arrien-en-Bethmale – miejscowość i gmina we Francji, w regionie Oksytania, w departamencie Ariège.
Według danych na rok 1990 gminę zamieszkiwało 89 osób, a gęstość zaludnienia wynosiła 6 osób/km² (wśród 3020 gmin regionu Midi-Pireneje Arrien-en-Bethmale plasuje się na 974. miejscu pod względem liczby ludności, natomiast pod względem powierzchni na miejscu 777.).